# Olympische Sommerspiele 2024/Leichtathletik – Kugelstoßen (Frauen)
Der Kugelstoßwettkampf der Frauen bei den Olympischen Spielen 2024 in Paris wurde am 8. August (Qualifikation) und am 9. August (Finale) im Stade de France abgehalten.

## Aktuelle Titelträgerinnen
| Olympiasiegerin                        | Gong Lijiao ( Volksrepublik China)  | 20,58 m | Tokio 2020     |
| Weltmeisterin                          | Chase Ealey ( Vereinigte Staaten)   | 20,43 m | Budapest 2023  |
| Europameisterin                        | Jessica Schilder ( Niederlande)     | 18,77 m | Rom 2024       |
| Nord-/Zentralamerika-/Karibikmeisterin | Sarah Mitton ( Kanada)              | 20,15 m | Freeport 2022  |
| Südamerikameisterin                    | Ivana Gallardo ( Chile)             | 17,39 m | São Paulo 2023 |
| Asienmeisterin                         | Song Jiayuan ( Volksrepublik China) | 18,88 m | Bangkok 2023   |
| Afrikameisterin                        | Ashley Erasmus ( Südafrika)         | 18,17 m | Douala 2024    |
| Ozeanienmeisterin                      | ʻAta Maama Tu'utafaiva ( Tonga)     | 16,24 m | Suva 2024      |

## Rekorde

### Bestehende Rekorde
| Weltrekord         | Natalja Lissowskaja () | 22,63 m | Moskau, Sowjetunion        | 7. Juni 1987  |
| Olympischer Rekord | Ilona Slupianek ()     | 22,41 m | Finale Moskau, Sowjetunion | 24. Juli 1980 |

## Qualifikation
Mit einem Stoß von mindestens 19,00 Meter oder einer Platzierung unter den besten 12 Athletinnen erfolgte eine Qualifikation für das Finale.
| Rang | Gruppe | Athletin                 | Nation              | Versuch (in m) | Versuch (in m) | Versuch (in m) | Weite (in m) | Anm. |
| Rang | Gruppe | Athletin                 | Nation              | 1              | 2              | 3              | Weite (in m) | Anm. |
| ---- | ------ | ------------------------ | ------------------- | -------------- | -------------- | -------------- | ------------ | ---- |
| 1    | A      | Sarah Mitton             | Kanada              | 19,77          |                |                | 19,77        | Q    |
| 2    | A      | Maddison-Lee Wesche      | Neuseeland          | 18,59          | 19,25          |                | 19,25        | Q    |
| 3    | B      | Yemisi Ogunleye          | Deutschland         | 18,01          | 17,72          | 19,24          | 19,24        | Q    |
| 4    | B      | Jessica Schilder         | Niederlande         | x              | 18,86          | 18,92          | 18,92        | q    |
| 5    | B      | Gong Lijiao              | China               | 18,06          | 18,78          | x              | 18,78        | q    |
| 6    | A      | Song Jiayuan             | China               | 17,65          | 18,22          | 18,73          | 18,73        | q    |
| 7    | B      | Raven Saunders           | Vereinigte Staaten  | x              | 17,93          | 18,62          | 18,62        | q    |
| 8    | A      | Jaida Ross               | Vereinigte Staaten  | 18,58          | 18,21          | x              | 18,58        | q    |
| 9    | A      | Jéssica Inchude          | Portugal            | x              | 18,36          | x              | 18,36        | q    |
| 10   | B      | Fanny Roos               | Schweden            | 17,66          | 18,17          | 17,69          | 18,17        | q    |
| 11   | A      | Alina Kenzel             | Deutschland         | 18,16          | 18,09          | x              | 18,16        | q    |
| 12   | A      | Axelina Johansson        | Schweden            | x              | 18,16          | 17,73          | 18,16        | q    |
| 13   | B      | Danniel Thomas-Dodd      | Jamaika             | x              | 18,12          | 16,87          | 18,12        |      |
| 14   | A      | Lloydricia Cameron       | Jamaika             | 18,01          | 17,71          | 18,02          | 18,02        | SB   |
| 15   | B      | Eliana Bandeira          | Portugal            | 16,86          | 17,97          | 17,76          | 17,97        |      |
| 16   | B      | Katharina Maisch         | Deutschland         | 17,45          | 17,86          | x              | 17,86        |      |
| 17   | A      | Chase Jackson            | Vereinigte Staaten  | x              | x              | 17,60          | 17,60        |      |
| 18   | A      | Ivana Gallardo           | Chile               | 17,47          | 16,64          | 16,13          | 17,47        |      |
| 19   | B      | Klaudia Kardasz          | Polen               | x              | 17,08          | 17,45          | 17,45        |      |
| 20   | A      | Erna Sóley Gunnarsdóttir | Island              | 17,34          | 17,39          | 17,29          | 17,39        |      |
| 21   | A      | Sun Yue                  | China               | x              | 17,33          | x              | 17,33        |      |
| 22   | B      | Portious Warren          | Trinidad und Tobago | 17,02          | 16,28          | 17,22          | 17,22        |      |
| 23   | B      | Ana Caroline Silva       | Brasilien           | 17,09          | x              | 16,67          | 17,09        |      |
| 24   | A      | Emel Dereli              | Türkei              | 17,02          | x              | 16,71          | 17,02        |      |
| 25   | B      | María Belén Toimil       | Spanien             | x              | 16,83          | x              | 16,83        |      |
| 26   | B      | Alida van Daalen         | Niederlande         | 16,25          | x              | 16,53          | 16,53        |      |
| 27   | B      | Dimitriana Bezede        | Moldau              | 16,30          | 15,89          | 16,35          | 16,35        |      |
| 28   | A      | Jorinde van Klinken      | Niederlande         | 16,35          | x              | x              | 16,35        |      |
| 29   | A      | Livia Avancini           | Brasilien           | 16,26          | x              | 15,85          | 16,26        |      |
| 30   | B      | Natalia Duco             | Chile               | x              | 16,11          | x              | 16,11        |      |
| 31   | A      | Miné de Klerk            | Südafrika           | 15,63          | x              | x              | 15,63        |      |

## Finale
3. August 2024, 19:40 Uhr
| Rang | Athletin            | Nation             | Versuch (in m) | Versuch (in m) | Versuch (in m) | Versuch (in m) | Versuch (in m) | Versuch (in m) | Weite (in m) | Anm. |
| Rang | Athletin            | Nation             | 1              | 2              | 3              | 4              | 5              | 6              | Weite (in m) | Anm. |
| ---- | ------------------- | ------------------ | -------------- | -------------- | -------------- | -------------- | -------------- | -------------- | ------------ | ---- |
| 1    | Yemisi Ogunleye     | Deutschland        | x              | 19,55          | x              | 18,75          | 19,73          | 20,00          | 20,00        |      |
| 2    | Maddison-Lee Wesche | Neuseeland         | x              | 19,58          | 18,54          | 19,10          | 19,86          | 19,68          | 19,86        | PB   |
| 3    | Song Jiayuan        | China              | 16,43          | 18,88          | 18,78          | 19,32          | x              | 19,21          | 19,32        |      |
| 4    | Jaida Ross          | Vereinigte Staaten | 19,28          | x              | x              | x              | 18,79          | 18,75          | 19,28        |      |
| 5    | Gong Lijiao         | China              | 19,09          | 19,06          | x              | x              | 19,27          | 19,00          | 19,27        |      |
| 6    | Jessica Schilder    | Niederlande        | x              | x              | 18,91          | x              | x              | x              | 18,91        |      |
| 7    | Fanny Roos          | Schweden           | 18,47          | 18,78          | x              | 18,48          | x              | 18,13          | 18,78        |      |
| 8    | Jéssica Inchude     | Portugal           | 18,16          | 18,41          | x              | 18,32          | x              | x              | 18,41        |      |
| 9    | Alina Kenzel        | Deutschland        | 18,19          | x              | 18,29          | ausgeschieden  | ausgeschieden  | ausgeschieden  | 18,29        |      |
| 10   | Axelina Johansson   | Schweden           | 18,03          | x              | x              | ausgeschieden  | ausgeschieden  | ausgeschieden  | 18,03        |      |
| 11   | Raven Saunders      | Vereinigte Staaten | x              | 16,92          | 17,79          | ausgeschieden  | ausgeschieden  | ausgeschieden  | 17,79        |      |
| 12   | Sarah Mitton        | Kanada             | 17,15          | 17,48          | x              | ausgeschieden  | ausgeschieden  | ausgeschieden  | 17,48        |      |